# São Jacinto (Aveiro)
São Jacinto é uma povoação portuguesa sede da Freguesia de São Jacinto do Município de Aveiro, freguesia com 13,84 km² de área e 758 habitantes (censo de 2021), tendo, por isso, uma densidade populacional de 54,8 hab./km².
São Jacinto está numa península, estando a este desta a Ria de Aveiro e a oeste o Oceano Atlântico. O acesso a Aveiro é assegurado diariamente por via aquática, através de ferries diários de transporte de passageiros e veículos, e pela estrada nacional N327 que faz a ligação com a freguesia da Torreira, no Município de Murtosa, e a cidade de Ovar mais a norte.

## História
São Jacinto teve um enorme crescimento económico e populacional aquando o auge da pesca do bacalhau em Portugal, com a instalação nesta localidade dos Estaleiros Navais de São Jacinto, e da secagem do bacalhau, que era feito em São Jacinto. Hoje em dia os estaleiros encontram-se praticamente abandonados, e a secagem do bacalhau quase não existe, fruto da secagem feita num processo industrial.[carece de fontes?]
A freguesia foi criada pelo decreto nº 40.065, de 16/02/1955, com lugares desanexados da freguesia de Vera Cruz.

## Demografia
A população registada nos censos foi:
| Distribuição da População por Grupos Etários | Distribuição da População por Grupos Etários | Distribuição da População por Grupos Etários | Distribuição da População por Grupos Etários | Distribuição da População por Grupos Etários |
| -------------------------------------------- | -------------------------------------------- | -------------------------------------------- | -------------------------------------------- | -------------------------------------------- |
| Ano                                          | 0-14 Anos                                    | 15-24 Anos                                   | 25-64 Anos                                   | > 65 Anos                                    |
| 2001                                         | 176                                          | 178                                          | 536                                          | 126                                          |
| 2011                                         | 136                                          | 120                                          | 563                                          | 174                                          |
| 2021                                         | 63                                           | 73                                           | 391                                          | 231                                          |

## Património
- Cruzeiro
- Terreiro

## Paisagem
São Jacinto possui uma beleza natural que não deixa ninguém indiferente, com um património florístico e faunístico incomparável. O areal da praia, de aspeto selvagem, é enquadrado por um enorme cordão dunar, atravessado por passadiços elevados de madeira, que convidam a um passeio pela reserva, entre a ria e o oceano.

## Infra-estruturas
Aeródromo de Aveiro/São Jacinto (código IATA: {PAV}).
O Porto de Aveiro /Ílhavo fica relativamente perto.

## Turismo
- Reserva Natural das Dunas de São Jacinto
- CNFA (Campo Nacional de Formação Ambiental) do CNE.

## Política

### Eleições autárquicas (Resultados)
| Partido      | 1976 | 1976 | 1979 | 1979 | 1982 | 1982 | 1985 | 1985 | 1989 | 1989 | 1993 | 1993 | 1997 | 1997 | 2001 | 2001 | 2005 | 2005 | 2009 | 2009 | 2013 | 2013 |
| Partido      | %    | M    | %    | M    | %    | M    | %    | M    | %    | M    | %    | M    | %    | M    | %    | M    | %    | M    | %    | M    | %    | M    |
| ------------ | ---- | ---- | ---- | ---- | ---- | ---- | ---- | ---- | ---- | ---- | ---- | ---- | ---- | ---- | ---- | ---- | ---- | ---- | ---- | ---- | ---- | ---- |
| PS           | 47,9 | 4    | 69,7 | 8    | N/D  | N/D  | 42,2 | 4    | 75,5 | 6    | 46,6 | 4    | 41,0 | 3    | 63,6 | 5    | 49,5 | 4    | 46,4 | 3    | 40,8 | 3    |
| CDS-PP       | 26,3 | 2    | 11,9 | 1    | N/D  | N/D  | 9,5  | -    |      |      | 13,0 | 1    | 23,5 | 2    | 10,0 | -    |      |      |      |      |      |      |
| FEPU/APU/CDU | 9,8  | 1    | 5,6  | -    | N/D  | N/D  | 10,6 | 1    | 8,4  | -    | 9,4  | -    | 2,4  | -    | 0,9  | -    |      |      |      |      | 3,9  | -    |
| PPD/PSD      | 8,8  | -    | 7,4  | -    | N/D  | N/D  | 19,7 | 1    | 12,4 | 1    | 26,7 | 2    | 29,2 | 2    | 22,4 | 2    |      |      |      |      |      |      |
| PRD          |      |      |      |      | N/D  | N/D  | 13,4 | 1    |      |      |      |      |      |      |      |      |      |      |      |      |      |      |
| PSD-CDS      |      |      |      |      | N/D  | N/D  |      |      |      |      |      |      |      |      |      |      | 47,1 | 3    | 50,7 | 4    | 25,9 | 2    |
| IND          |      |      |      |      | N/D  | N/D  |      |      |      |      |      |      |      |      |      |      |      |      |      |      | 25,3 | 2    |

### Presidentes
- Rui Miguel Macela Leal Vaz (2009-Presente)